# イフ・ユーアー・レディ
「イフ・ユーアー・レディ」（原題： If You're Ready (Come Go with Me)）は、ザ・ステイプル・シンガーズが1973年に発表した楽曲。

## 概要
スタックス・レコード所属のソングライターだったホーマー・バンクス、カール・ハンプトン、レイ・ジャクソンらによって書かれた。彼らのお気に入りの店だったフォー・ウェイ・グリルに昼食に出かけようとしたとき、レイ・ジャクソンは他の二人に向かって言った。「用意ができたら俺についてきな（If you're ready, come go with me）」
3人はこの言葉を元に曲を書き始めた。そして、「ジェノサイドや経済搾取やろくでもない政治支配やトラブルメイカーや嘘つきは至る所にあるけれど、用意ができたら私についておいで。それまで私は待つよ」というメッセージ性の強い歌が翌日のランチの時間までに出来上がった。
1973年5月発売のアルバム『Be What You Are』に収録された。同年9月にシングルカットされた。B面は「Love Comes in All Colors」。
同年12月22日付のビルボード・Hot 100で9位を記録した。ビルボードのソウル・チャートで3週連続で1位を記録した。
シンシア・リチャーズ（1974年）、ルビー・ターナー（1985年）、ライアン・ビンガム（2017年）、ジミー・マクグリフらによるカバー・バージョンがある。